# Eugeniusz Koda
Eugeniusz Koda (ur. 1959 w Przytulance) – profesor nauk technicznych inżynier, pracownik naukowy  Szkoły Głównej Gospodarstwa Wiejskiego w Warszawie, specjalista w zakresie geotechniki.

## Życiorys
W 1984 r. ukończył studia na kierunku melioracje wodne w Szkole Głównej Gospodarstwa Wiejskiego w Warszawie. W 1991 r. w Wydziale Hydrotechniki Politechniki Gdańskiej na podstawie napisanej pod kierunkiem Wojciecha Wolskiego rozprawy pt. Wpływ drenażu pionowego na przyspieszenie konsolidacji gruntów organicznych otrzymał stopień naukowy doktora nauk technicznych specjalność: mechanika gruntów, fundamentowanie. Na tej samej uczelni w 2012 r. na Wydziale Inżynierii Lądowej i Środowiska na podstawie rozprawy pt. Stateczność rekultywowanych składowisk odpadów i migracja zanieczyszczeń przy wykorzystaniu metody obserwacyjnej uzyskał stopień doktora habilitowanego nauk technicznych, dyscyplina: budownictwo, specjalność: geotechnika. W 2019 r. uzyskał tytuł profesora nauk technicznych.
W 2013 r. został profesorem nadzwyczajnym na Wydziale Budownictwa i Inżynierii Środowiska SGGW (Katedra Geoinżynierii), w latach 2012–2016 był prodziekanem ds. nauki tego wydziału, w 2016 został dziekanem tego wydziału. W 2019 roku został zatrudniony na stanowisku profesora i objął funkcję dyrektora Instytutu Inżynierii Lądowej.
W latach 1996–2006 był dyrektorem w Geoteko Sp. z o.o.

## Odznaczenia i wyróżnienia
- Medal Komisji Edukacji Narodowej (2015)[1]
- Srebrny Krzyż Zasługi (2018)[5]
- Medal im. prof. Aleksandra Dyżewskiego (2020)[6]